# Gerlinde Dullnig
Gerlinde Dullnig (...) è un'ex sciatrice alpina austriaca paralimpica, che ha rappresentato l'Austria nello sci alpino paralimpico ai Giochi paralimpici invernali del 1984, vincitrice di una medaglia di bronzo.

## Carriera
Dullnig ha rappresentato l'Austria alle Paralimpiadi invernali del 1984, in quattro eventi di sci alpino: discesa libera, supercombinata, slalom gigante e slalom speciale
Dullnig ha vinto la medaglia di bronzo nella discesa libera femminile nella categoria LW6/8 con un tempo di 1:14.89, dietro a Gunilla Ahren in 1:09.20 e Kathy Poohachof in 1:12.44. Si è piazzata al 4º posto nello slalom gigante e superG e al 6º posto nello slalom speciale.

## Palmarès

### Paralimpiadi
- 1 medaglia:
  - 1 bronzo (discesa libera LW6/8 a Innsbruck 1984)